# Rookerie

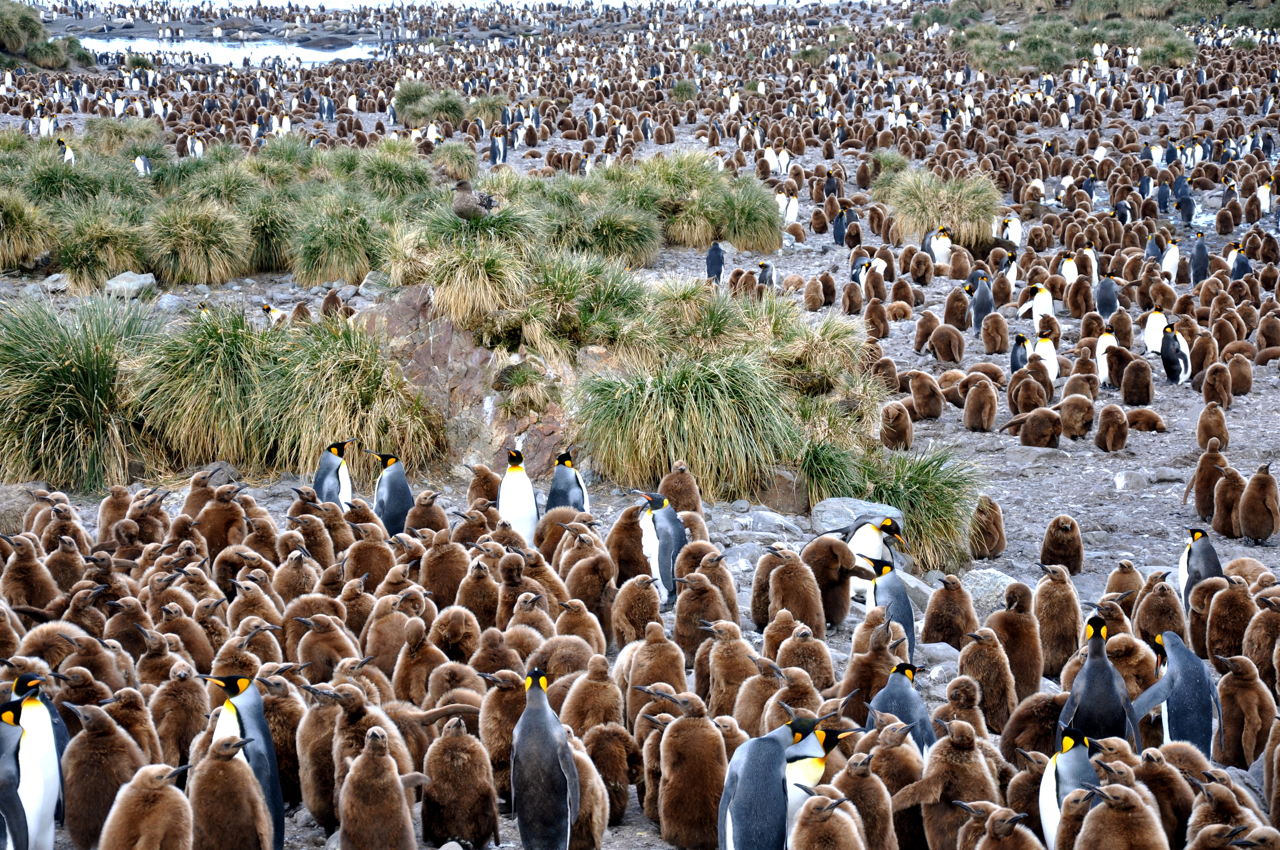
Rookerie de manchots royaux (Aptenodytes patagonicus) en Géorgie du Sud.

Une rookerie, rookery ou roquerie est une colonie de corbeaux freux (rook). Par extension, ce terme désigne une colonie de reproduction d'oiseaux, notamment celles situées dans les régions arctiques et antarctiques et parfois une colonie de certains mammifères marins (phoques et otaries).